# Homomallium yuennanense
Homomallium yuennanense är en bladmossart som beskrevs av Brotherus 1929. Homomallium yuennanense ingår i släktet Homomallium och familjen Hypnaceae. Inga underarter finns listade i Catalogue of Life.